# Полачек, Отто
Отто Полачек (нем. Otto Polacsek; 23 июня 1904, Австро-Венгрия — неизвестно—неизвестно) — австрийский конькобежец, чемпион Европы 1925 года, серебряный призёр чемпионата Европы 1926 года.

## Биография
Отто Полачек дебютировал на чемпионате Европы в 1925 году и завоевал золото в многоборье, победив на трёх дистанциях (1500, 5000 и 10 000 метров), на 500 м был третьим.  В 1926 году он стал вторым на чемпионате Европы, одержав победу на 10 000 метров.
На Олимпийских играх 1928 года Отто Полачек был третьим после пяти забегов на дистанции 10 0000 метров, но из-за таяния льда соревнования были отменены после пятого забега, а результаты аннулированы.
В 1924 году Полачек победил на чемпионате Австрии в классическом многоборье, проводившимся по укороченной программе (без 10 000 метров). Отто Полачек закончил спортивные выступления в 1931 году.

## Спортивные достижения
| Год  | Чемпионат Европы | ЧМ многоборье | Олимпийские игры                |
| ---- | ---------------- | ------------- | ------------------------------- |
| 1925 | 1                | 8е            |                                 |
| 1926 | 2                | 13е           |                                 |
| 1928 |                  | 13е           | 21e 500 м 8e 5000 м NC 10 000 м |
| 1929 | 7е               |               |                                 |

NC = результаты были отменены из-за таяния льда